# PRIDE 男祭り 2004
PRIDE 男祭り 2004 -SADAME-（プライド おとこまつり にせんよん さだめ）は、日本の総合格闘技イベント「PRIDE」の大会の一つ。2004年12月31日、埼玉県さいたま市のさいたまスーパーアリーナで開催された。

## 大会概要
偶発的なバッティングによるカットで無効試合となったPRIDE GRANDPRIX 2004決勝戦のダイレクトリマッチを兼ねたメインイベントのPRIDEヘビー級統一王座決定戦では正規王者エメリヤーエンコ・ヒョードルが暫定王者アントニオ・ホドリゴ・ノゲイラをスタンドの打撃で攻め続け、判定勝ち。PRIDEヘビー級王座を統一すると同時に、同王座の初防衛に成功。また、PRIDE GRANDPRIX 2004優勝を果たした。
セミファイナルではヴァンダレイ・シウバがマーク・ハントに判定で敗れ、PRIDE初黒星。しかし、ヘビー級のK-1王者相手に一歩も引かない戦いぶりに、観客は惜しみない拍手を送った。
吉田秀彦 vs. ルーロン・ガードナーの「オリンピック金メダリスト対決」は、手堅い攻めに終始したガードナーに軍配。
シドニーオリンピック柔道男子81kg級金メダリスト瀧本誠、元UFC世界ライト級王者ジェンス・パルヴァーがPRIDEデビュー。

## 試合結果
第1試合 PRIDEルール 1R10分、2・3R5分
○  美濃輪育久 vs.  ステファン・レコ ×
1R 0:27 ヒールホールド
第2試 PRIDEルール 1R10分、2・3R5分
○  チェ・ム・ベ vs.  ジャイアント・シルバ ×
1R 5:47 肩固め
第3試合 PRIDEルール 1R10分、2・3R5分
○  ハイアン・グレイシー vs.  安生洋二 ×
1R 8:33 腕ひしぎ十字固め
第4試合 PRIDEルール 1R10分、2・3R5分
○  長南亮 vs.  アンデウソン・シウバ ×
3R 3:08 ヒールホールド
第5試合 PRIDEルール 1R10分、2・3R5分
○  瀧本誠 vs.  戦闘竜 ×
3R終了 判定3-0
第6試合 PRIDEルール 1R10分、2・3R5分
○  ルーロン・ガードナー vs.  吉田秀彦 ×
3R終了 判定3-0
第7試合 PRIDEルール 1R10分、2・3R5分
○  ミルコ・クロコップ vs.  ケビン・ランデルマン ×
1R 0:41 フロントチョーク
第8試合 PRIDEルール 1R10分、2・3R5分
○  ダン・ヘンダーソン vs.  近藤有己 ×
3R終了 判定2-1
第9試合 PRIDEルール 1R10分、2・3R5分
○  五味隆典 vs.  ジェンス・パルヴァー ×
1R 6:21 KO（左アッパー）
第10試合 PRIDEルール 1R10分、2・3R5分
○  マーク・ハント vs.  ヴァンダレイ・シウバ ×
3R終了 判定2-1
第11試合 PRIDEヘビー級統一王座決定戦 1R10分、2・3R5分
○  エメリヤーエンコ・ヒョードル vs.  アントニオ・ホドリゴ・ノゲイラ ×
3R終了 判定3-0
※ヒョードルが王座統一ならびに初防衛成功と同時にPRIDE GRANDPRIX 2004優勝